# Watani, un monde sans mal
Pour plus de détails, voir Fiche technique et Distribution.
Watani, un monde sans mal est un film français réalisé par Med Hondo, sorti en 1998.

## Fiche technique
- Titre : Watani, un monde sans mal
- Réalisation : Med Hondo
- Scénario : Med Hondo
- Photographie : Olivier Drouot
- Décors : Denis Moutereau
- Montage : Laure Budin
- Société de production : M.H. Films
- Pays d'origine :  France[1]
- Durée : 78 minutes
- Date de sortie : 
  - France : 18 mars 1998

## Distribution
- Patrick Poivey : Patrick Clément
- Michel Vigné
- Coumba Awa Tall : Mme Sylla
- Mboup Massyla : Amadou Sylla
- Anne Jolivet : Mme Clément
- James Campbell
- Sabine Lods
- Dominique Collignon-Maurin
- Pascal Renwick
- Mony Dalmès
- Bertrand Liebert
- Fabrice Josso
- Vincent Violette